# 白眼眶潭蟹
白眼眶潭蟹（学名：Lacunipotamon albusorbitum）为溪蟹科潭蟹属的动物，俗名鬼脸蟹。在中国大陆，分布于云南等地，一般栖息于在河支流入口处的泥洞中。